# Henningsvær
Henningsvær est une localité de la commune de Vågan, dans le comté de Nordland au nord de la Norvège.

## Géographie
Le petit port, situé au sud de l'archipel, a été construit sur un groupe d'îles au pied d'une falaise surplombant la mer. Le village est relié à l'île principale par plusieurs ponts.
La superficie de la localité est de 0,31 km2, pour une population de 444 habitants (en 2013).
Administrativement, Henningsvær fait partie de la commune de Vågan.

## Activités
Ancien port de pêche, Henningsvær est l'un des endroits les plus touristiques des îles Lofoten en Norvège. Le village compte plusieurs commerces : cafés, restaurants, hôtels et un musée d'art moderne.

## Monuments
Le village disposait d'une chapelle construite en 1852 qui a été remplacé par une église de 250 places en 1974.

## Quelques vues d'Henningsvær

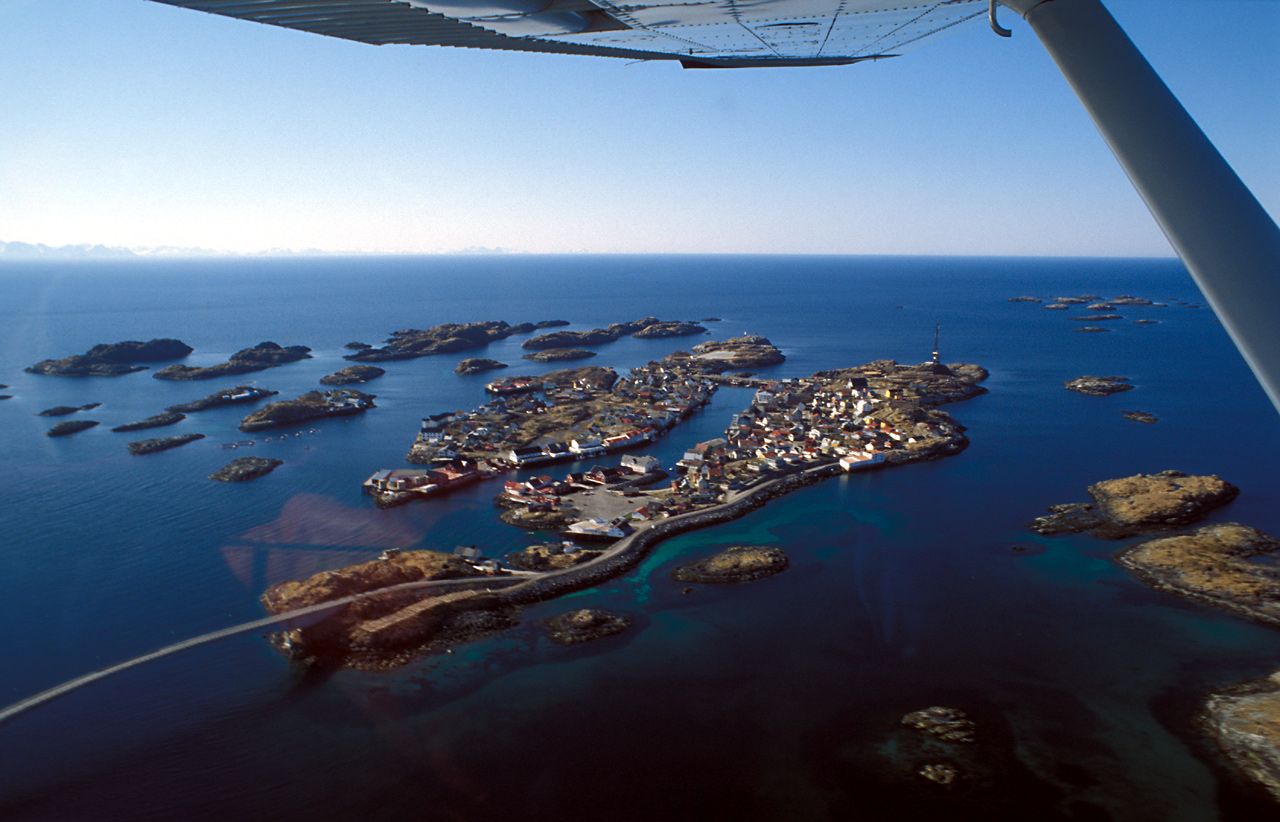
Vue aérienne.
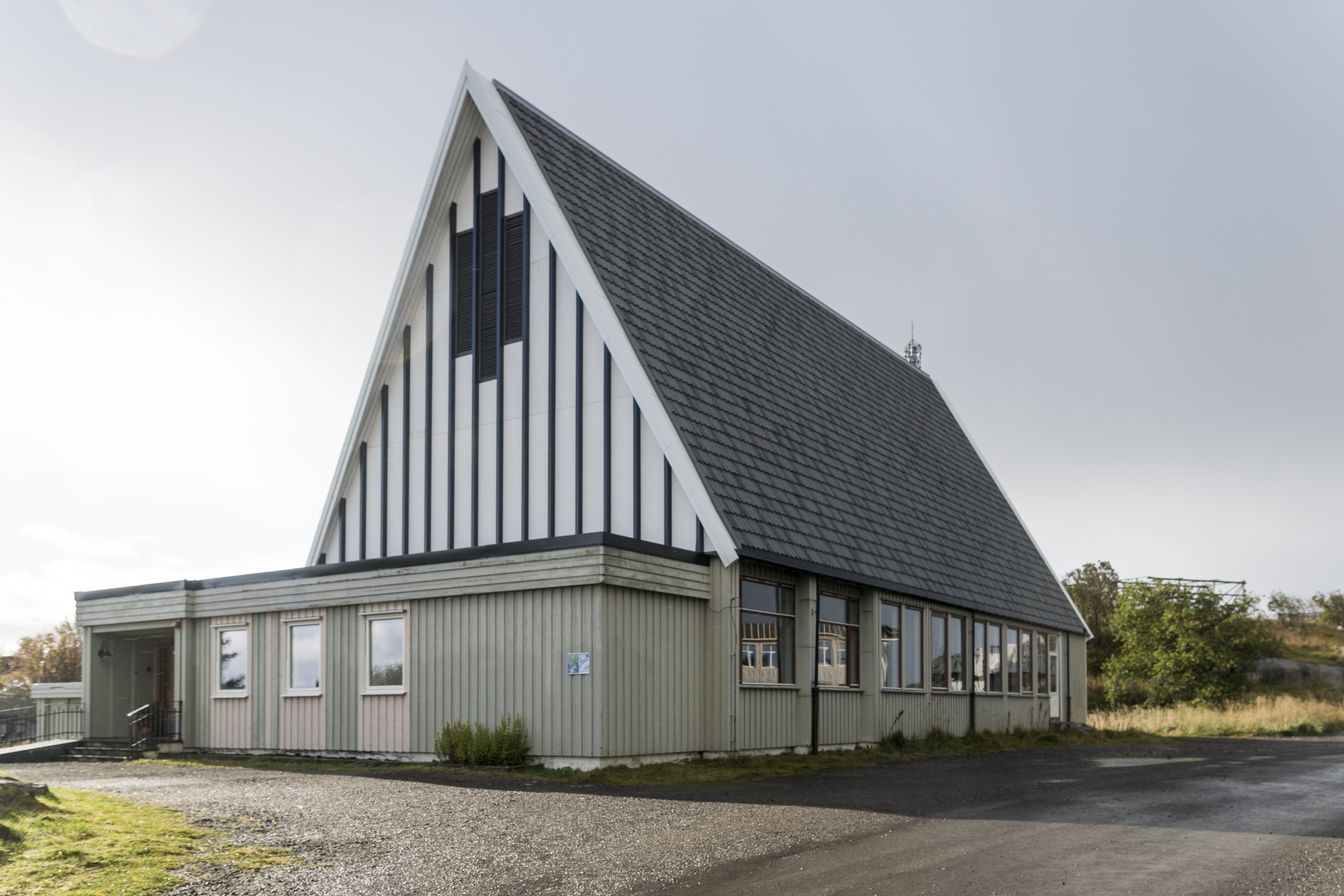
Église.
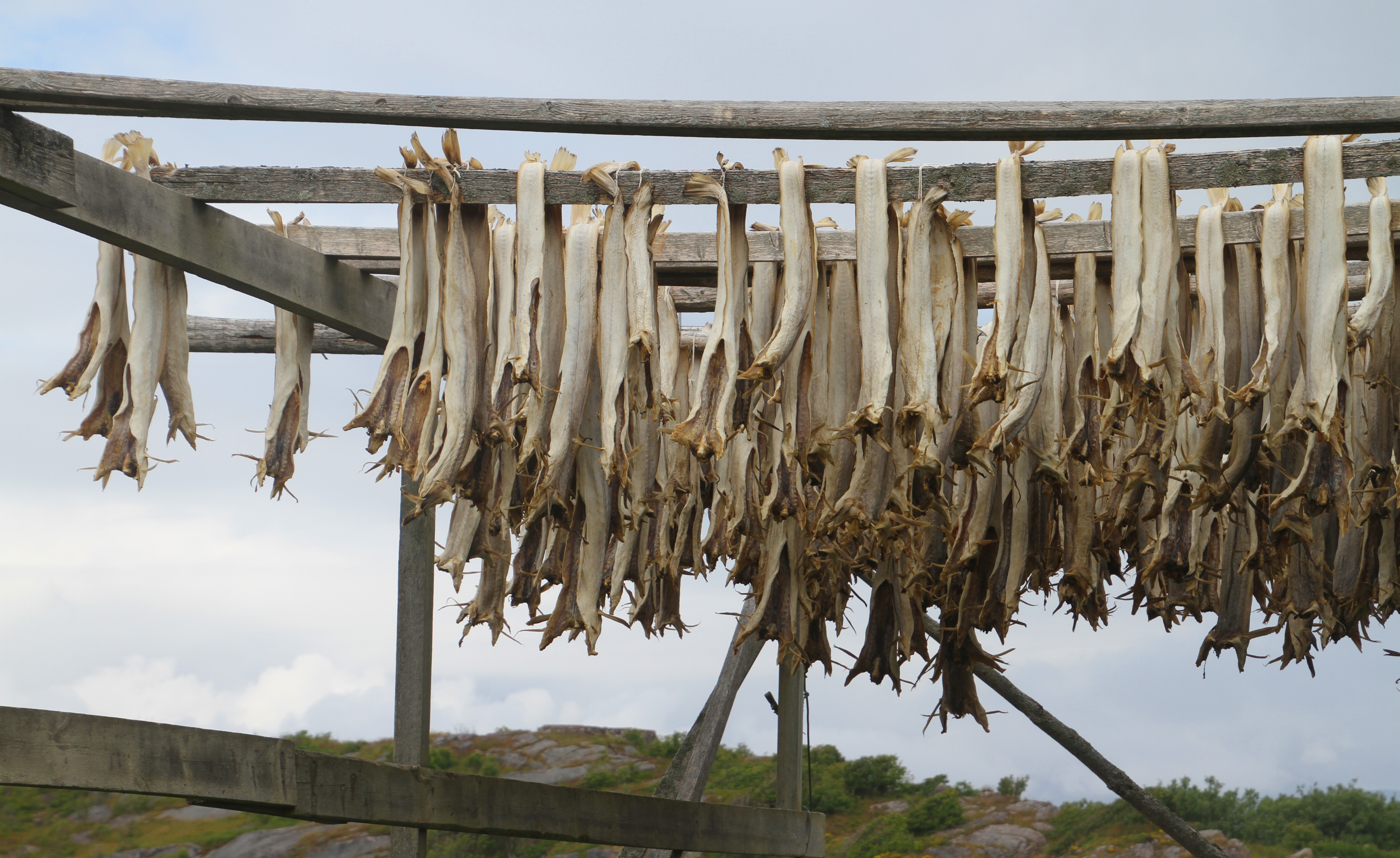
Séchage de morue
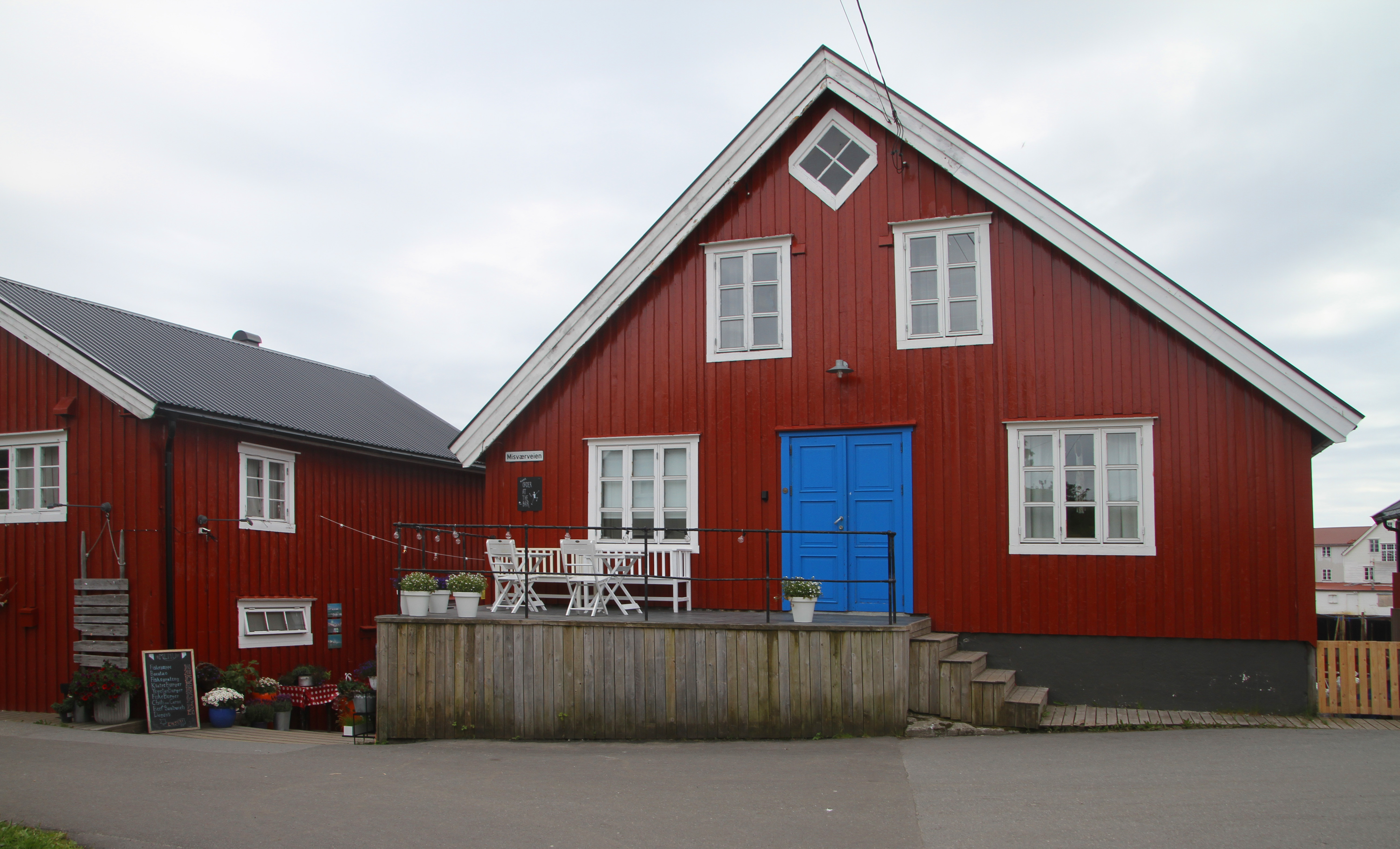